# Dioptis leucothyris
Dioptis leucothyris är en fjärilsart som beskrevs av Butler 1876. Dioptis leucothyris ingår i släktet Dioptis och familjen tandspinnare. Inga underarter finns listade i Catalogue of Life.